# Буровая коронка
Буровая коронка — буровой инструмент, предназначенный для вращательного бурения геологоразведочных скважин кольцевым забоем с отбором керна, состоящий из короночного кольца (корпуса), матрицы с режущими элементами, разделенной на сектора промывочными каналами (пазами).
Один из элементов бурового оборудования.
Отличается от бурового долота меньшими размерам (26, 36, 46, 59, 76, 93, 112, 132, 151 мм).
Используется в основном для бурения шпуров, взрывных скважин малого и среднего диаметра, выбуривания керна при разведочном бурении.
По материалу изготовления рабочей поверхности буровые коронки делятся на твёрдосплавные и алмазные.